# Tofsfisk
Tofsfisk (Lophotus lacepede) är en fiskart som beskrevs av Giorna, 1809. Tofsfisk ingår i släktet Lophotus och familjen Lophotidae. Inga underarter finns listade i Catalogue of Life.